# 丁雲鵬

三教圖，北京故宫博物院藏

丁雲鵬（1547年—1628年），字南羽，號聖華居士，安徽休寧人。

## 评价
雲鵬善畫人物、佛像、山水，亦善花卉。《繪圖寶鑑續纂》曰：“初見其筆，似乎過拙，展轉玩味，知其學問幽邃，用筆古俊，皆有所本，非庸流自創取奇也。”董其昌十分欣賞，贈以印章，但對其晚年作品不甚滿意，曰“自後不復能事，多老筆漫應，如杜陵入蜀後詩矣。”

## 家族
出生行醫世家，父丁瓚。

## 作品
- 《三教圖》，藏於台灣台北國立故宮博物院
- 《漉酒圖》軸，藏上海博物馆
- 《東山圖》，藏於台灣台北國立故宮博物院
- 《秋織圖》，藏於台灣台北國立故宮博物院
- 《三生圖》，藏於台灣台北國立故宮博物院